# 1100-talet f.Kr.
Denna artikel handlar om seklet 1100-talet f.Kr., åren 1199-1100 f.Kr. För decenniet 1100-talet f.Kr., åren 1109-1100 f.Kr., se 1100-talet f.Kr. (decennium).

Israels tolv stammar på 1100- och 1000-talet f.Kr.

## Händelser
- 1184 f.Kr. – 11 juni – Grekerna intar Troja med hjälp av den trojanska hästen (traditionellt datum).[1]
- 1177 f.Kr. – det årtal för sena bronsålderskollapsen som Eric H. Cline pekar ut i boken 1177 B.C.: The Year Civilization Collapsed (2014)
- 1160 f.Kr. – Assyrierna intar Sumer.
- 1159 f.Kr. – En serie meteoritnedslag drabbar östra medelhavsregionen, och antas förklara tillbakagången för den kinesiska Shangkulturen och den mykenska kulturen samt förstörelsen av många större platser, och övergången från sen bronsålder till tidig järnålder.[1]
- 1151 f.Kr. – Harris 1-papyrusen nedtecknas

## Födda
- Ramses IV, egyptisk farao.
- Ramses V, egyptisk farao.
- Ramses VI, egyptisk farao.
- Ramses VII, egyptisk farao.
- Ramses VIII, egyptisk farao.
- Ramses IX, egyptisk farao.
- Ramses X, egyptisk farao.
- Ramses XI, egyptisk farao.

## Avlidna
- Ramses III, egyptisk farao.
- Ramses IV, egyptisk farao.
- Ramses V, egyptisk farao.
- Ramses VI, egyptisk farao.
- Ramses VII, egyptisk farao.
- Ramses VIII, egyptisk farao.
- Ramses IX, egyptisk farao.
- Ramses X, egyptisk farao.

### Fotnoter
1. 1 2  ”Chronology of World History”. Arkiverad från originalet den 18 oktober 2011. https://web.archive.org/web/20111018123038/http://www.islandnet.com/~KPOLSSON/worldhis/index.htm. Läst 18 juli 2011.